# Davoud Akhlaghi
Davoud Akhlagi Safa (em persa: داوود اخلاقی صفا, nascido em 16 de abril de 1944) é um ex-ciclista olímpico iraniano. Representou sua nação em dois eventos nos Jogos Olímpicos de Verão de 1964.